# Віртуальний глобус
Віртуальний глобус — тривимірна модель Землі або іншої планети. Віртуальний глобус надає користувачеві можливість вільно пересуватися у віртуальному середовищі, змінюючи кут огляду та положення. Порівняно зі звичайним глобусом, віртуальні глобуси мають додаткову можливість представляти багато видів поверхні Землі. Це можуть бути географічні об'єкти, створені людиною об'єкти, такі як дороги та будівлі, або абстрактні представлення демографічних величин, таких як населення.
20 листопада 1997 року Microsoft випустила автономний віртуальний глобус у формі Encarta Virtual Globe 98, а потім 3D-атлас світу Cosmi в 1999 році. Першими широко оприлюдненими онлайновими віртуальними глобусами були NASA WorldWind (2004) і Google Earth (2005).